# Малоархангельск (Орловская область)
Малоарха́нгельск — город (с 1778) в Орловской области России, административный центр Малоархангельского района. Образует одноимённое муниципальное образование городское поселение Малоархангельск как единственный населённый пункт в его составе.
Площадь — 344 га.

Население — 3512 чел. (2023).

## Физико-географическая характеристика
Самый южный город области, расположен на Среднерусской возвышенности в центре Восточно-Европейской равнины, в 81 км к юго-востоку от Орла и в 14 км к востоку от одноимённой железнодорожной станции.

### Время
Малоархангельск, как и вся Орловская область, находится в часовой зоне МСК (московское время). Смещение применяемого времени относительно UTC составляет +3:00.

### Климат
Город расположен в зоне умеренно континентального климата (по классификации Кёппена — Dfb). Зима умеренно прохладная, лето неустойчивое.

## История

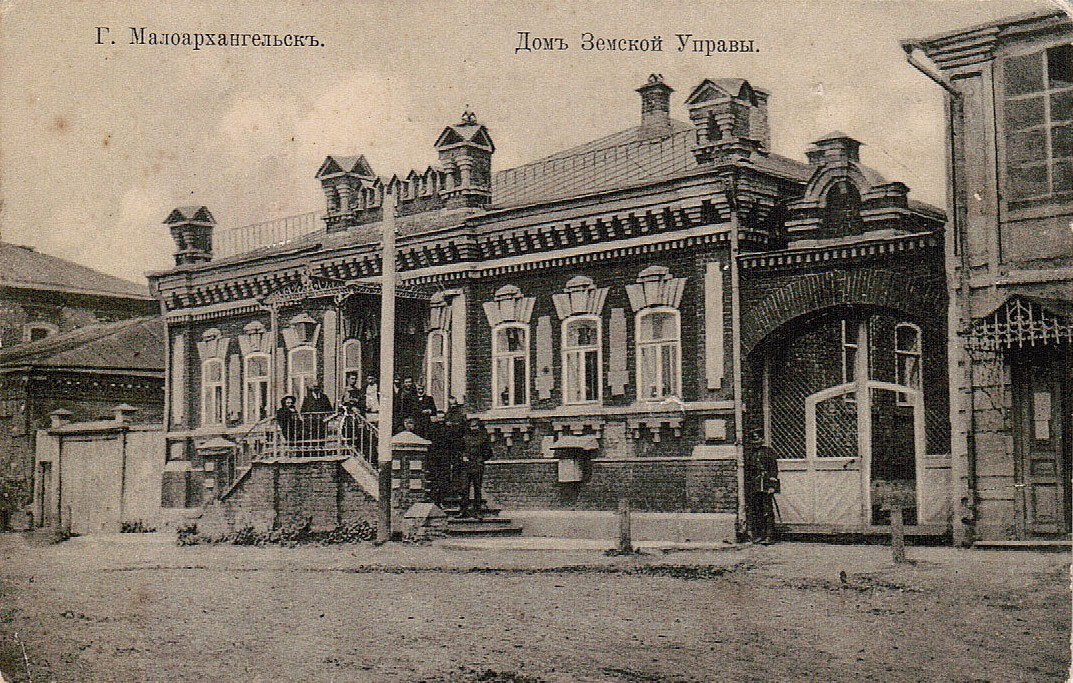
Земская Управа Малоархангельска начала XX века

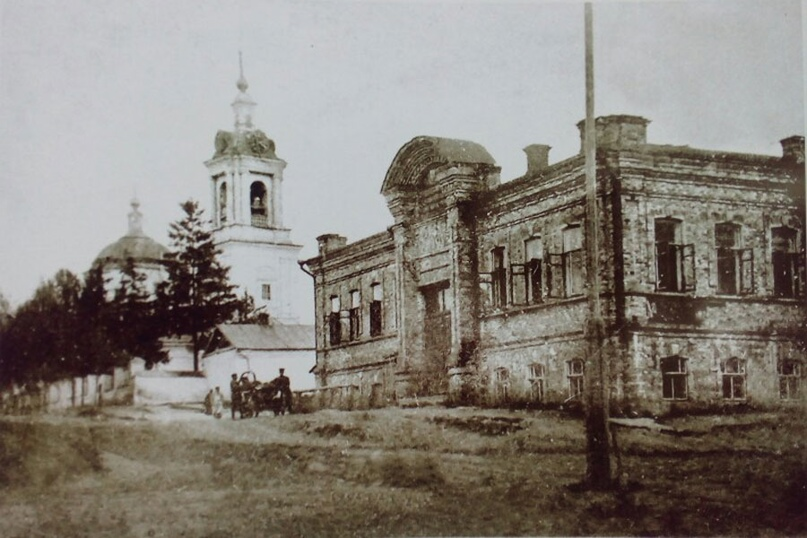
Бывший Вознесенский собор и городское училище

Малоархангельск был образован в 1778 году как уездный город Малоархангельского уезда Орловского наместничества (с 1796 года — Орловской губернии) из села Архангельское, известного с XVII века. Определение «малый» было дано для отличия от города Архангельска, который в то время обычно именовался «Архангельский город». Со временем в употреблении закрепляется форма Малоархангельск.
В октябре 1919 года город был взят наступающими на Москву белогвардейцами, но уже 7 ноября 1919 г. красная кавалерия отбила город.
С 1928 года город является центром Малоархангельского района Орловского округа Центрально-Чернозёмной области (с 1937 года в составе Орловской области).
В во время Великой Отечественной войны город был оккупирован немецкими войсками в октябре 1941 года. Освобождён 23 февраля 1943 года в ходе Малоархангельской операции.
С 1 января 2006 года город образует городское поселение «Город Малоархангельск».

### Исторические названия улиц
С приходом к власти большевиков, в Малоархангельске была переименована большая часть дореволюционных названий улиц.
| Дореволюционные названия | Современные (советские) названия |
| ------------------------ | -------------------------------- |
| Орловская улица          | Советская                        |
| 1-я Грузинская улица     | Ленина                           |
| Архангельская улица      | Карла Маркса                     |
| Дворянская улица         | Урицкого                         |
| Ливенская улица          | Переулок Володарского            |
| Щигровский переулок      | Пер. Октябрьский                 |
| Вознесенский переулок    | Пер. Красноармейский             |
| Курская улица            | Карла Либкнехта                  |
| Серпуховский переулок    | Пер. Интернациональный           |

## Население
| 1847  | 1856  | 1866  | 1897  | 1913  | 1926  | 1931  | 1939  | 1959  | 1970  | 1979  | 1989  |
| ----- | ----- | ----- | ----- | ----- | ----- | ----- | ----- | ----- | ----- | ----- | ----- |
| 2735  | ↗4300 | ↘3286 | ↗7785 | ↗9300 | ↘6238 | ↗6900 | ↘3497 | ↘2499 | ↗3000 | ↗3580 | ↗4294 |
| 1992  | 1996  | 1998  | 2000  | 2001  | 2002  | 2003  | 2005  | 2006  | 2007  | 2008  | 2009  |
| ↗4300 | →4300 | ↘4200 | ↘4100 | ↘4000 | ↘3962 | ↗4000 | ↘3800 | ↘3700 | →3700 | ↗3800 | ↗3862 |
| 2010  | 2011  | 2012  | 2013  | 2014  | 2015  | 2016  | 2017  | 2018  | 2019  | 2020  | 2021  |
| ↘3620 | ↘3600 | ↘3565 | ↘3520 | ↘3462 | ↘3359 | ↘3300 | ↘3293 | ↘3276 | ↘3216 | ↘3182 | ↗3609 |
| 2023  |       |       |       |       |       |       |       |       |       |       |       |
| ↘3512 |       |       |       |       |       |       |       |       |       |       |       |

Один из самых малочисленных городов России: На 1 января 2025 года по численности населения город находился на 1101-м месте из 1124 городов Российской Федерации.
Национальный состав
По итогам переписи населения 2020 года проживали следующие национальности (национальности менее 0,1 % и другое, см. в сноске к строке «Другие»):
| Национальность | Численность, чел. | Доля     |
| -------------- | ----------------- | -------- |
| Русские        | 3431              | 95,07 %  |
| Азербайджанцы  | 15                | 0,42 %   |
| Украинцы       | 7                 | 0,19 %   |
| Армяне         | 7                 | 0,19 %   |
| Молдаване      | 4                 | 0,11 %   |
| Грузины        | 4                 | 0,11 %   |
| Другие         | 141               | 3,91 %   |
| Итого          | 3609              | 100,00 % |

Конфессиональный состав
Большинство населения считает себя православными. Есть также мусульмане.

## Экономика
- Центр сельскохозяйственного района.
- Заводы: опытный машиностроительный, маслодельный, хлебозавод.
- Малоархангельск входит в туристический маршрут «Бирюзовое кольцо России».[33]

## Известные уроженцы
- Алисов, Борис Павлович — советский климатолог.
- Кокуев, Никита Рафаилович — российский энтомолог.
- Кочуков, Николай Сергеевич — советский и российский скульптор.
- Кулешов, Павел Николаевич — русский учёный-животновод.
- Морозов, Сергей Сергеевич — советский инженер-геолог, почвовед, грунтовед, географ.
- Оболенский, Леонид Егорович — русский писатель, поэт, философ и публицист, критик, издатель.
- Цветаев, Вячеслав Дмитриевич — советский военачальник, Герой Советского Союза.

## Фотогалерея

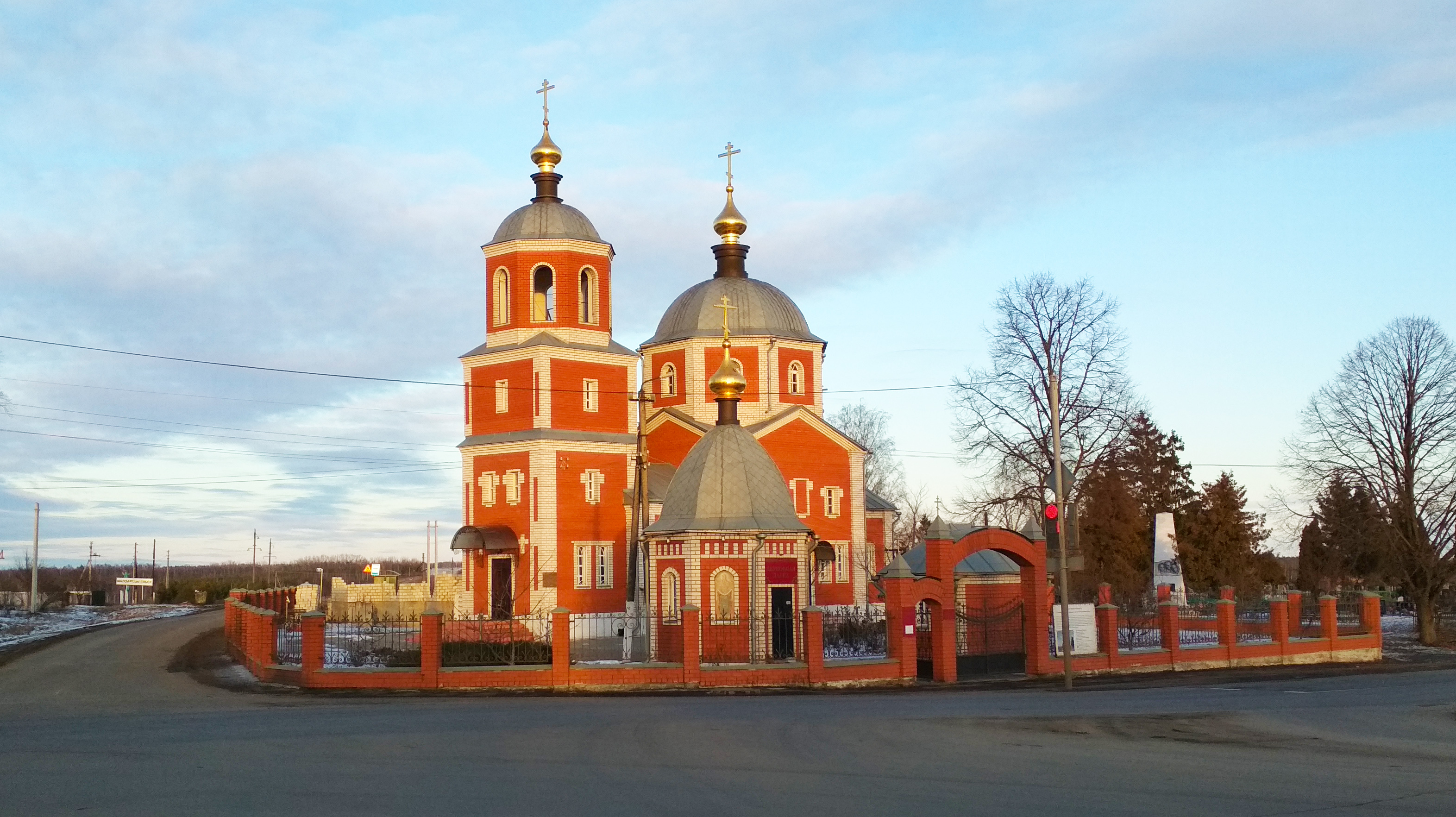
Церковь Михаила Архангела
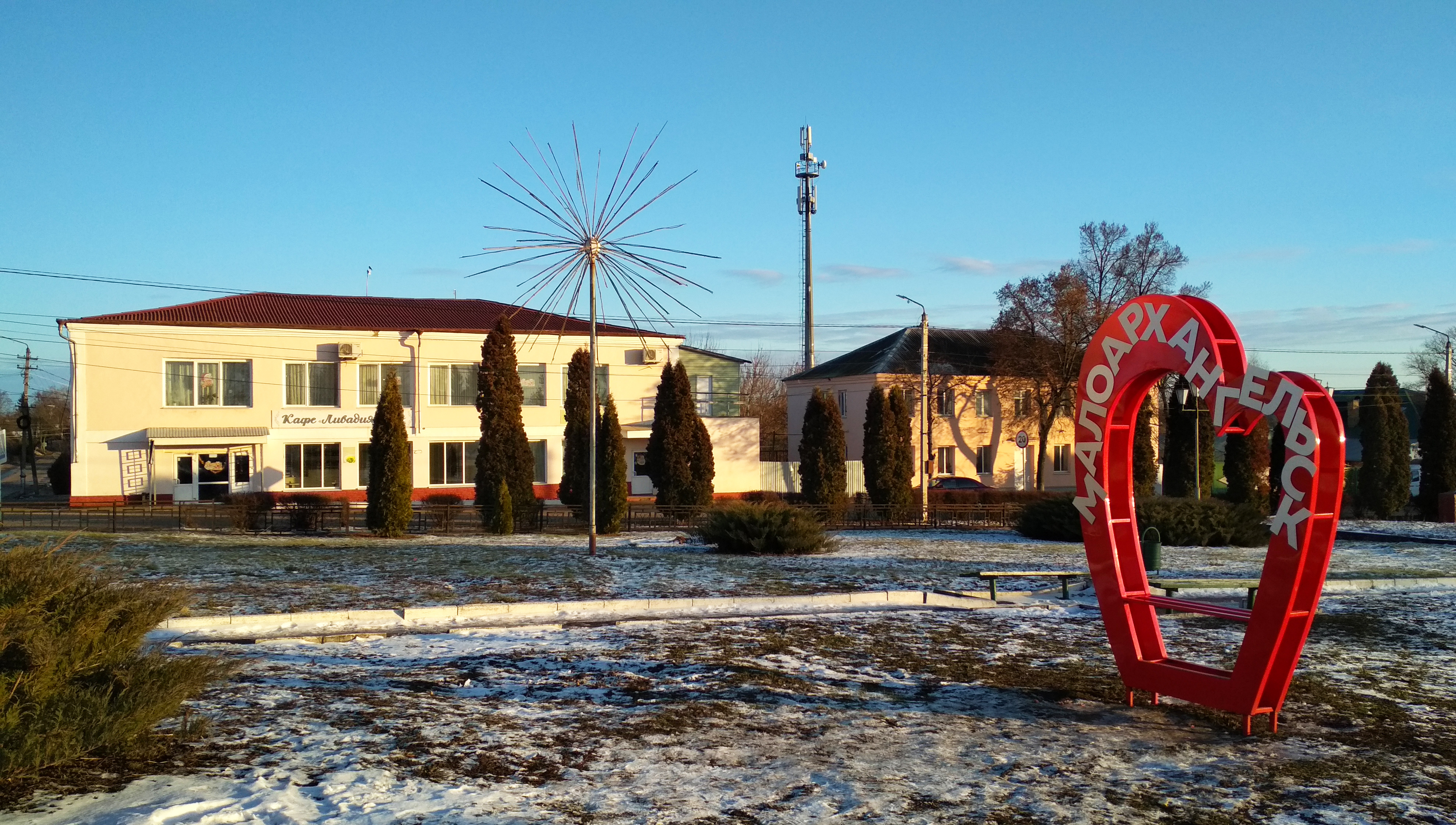
Парк Победы зимой
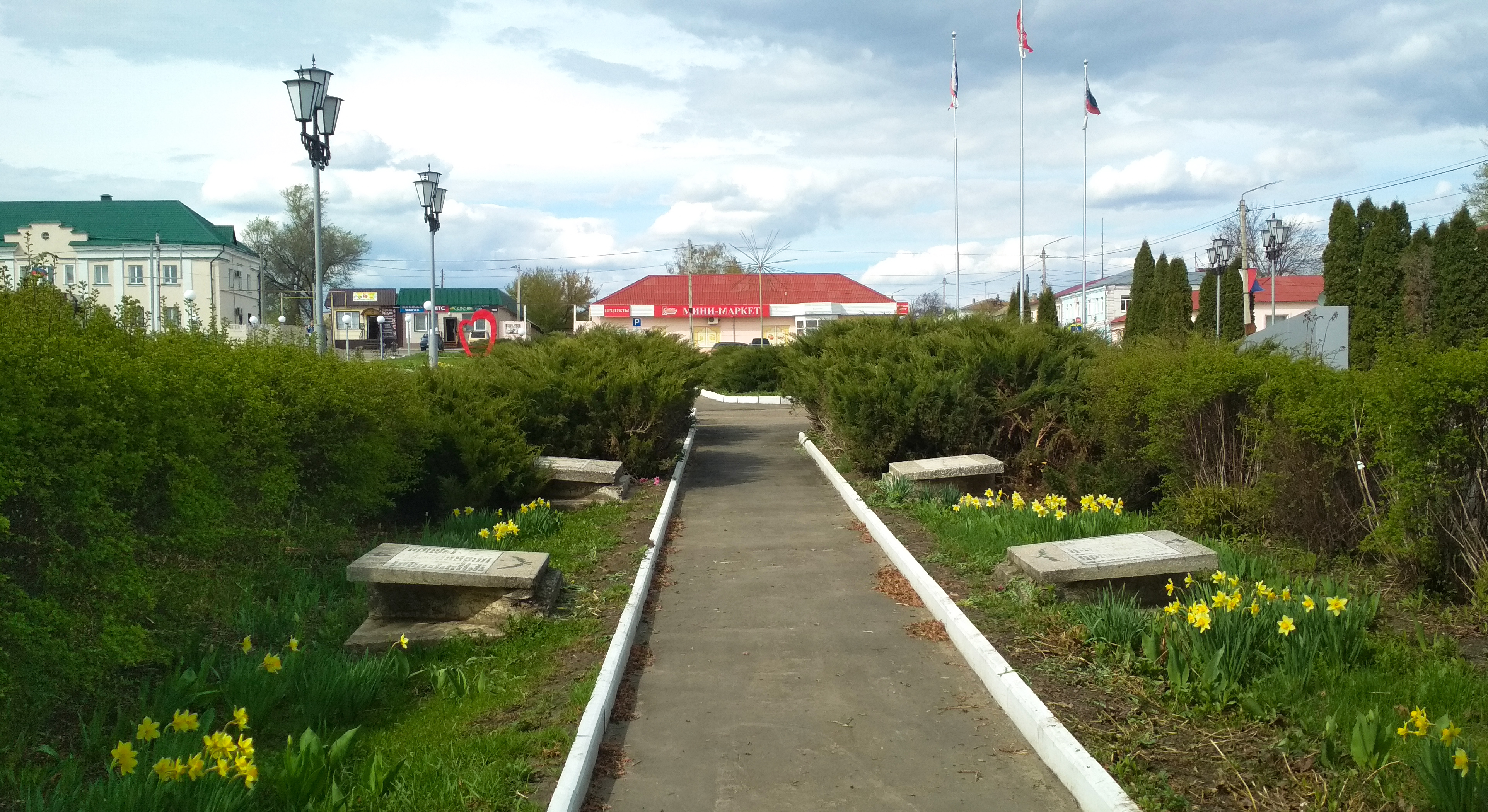
Братская могила в Парке Победы
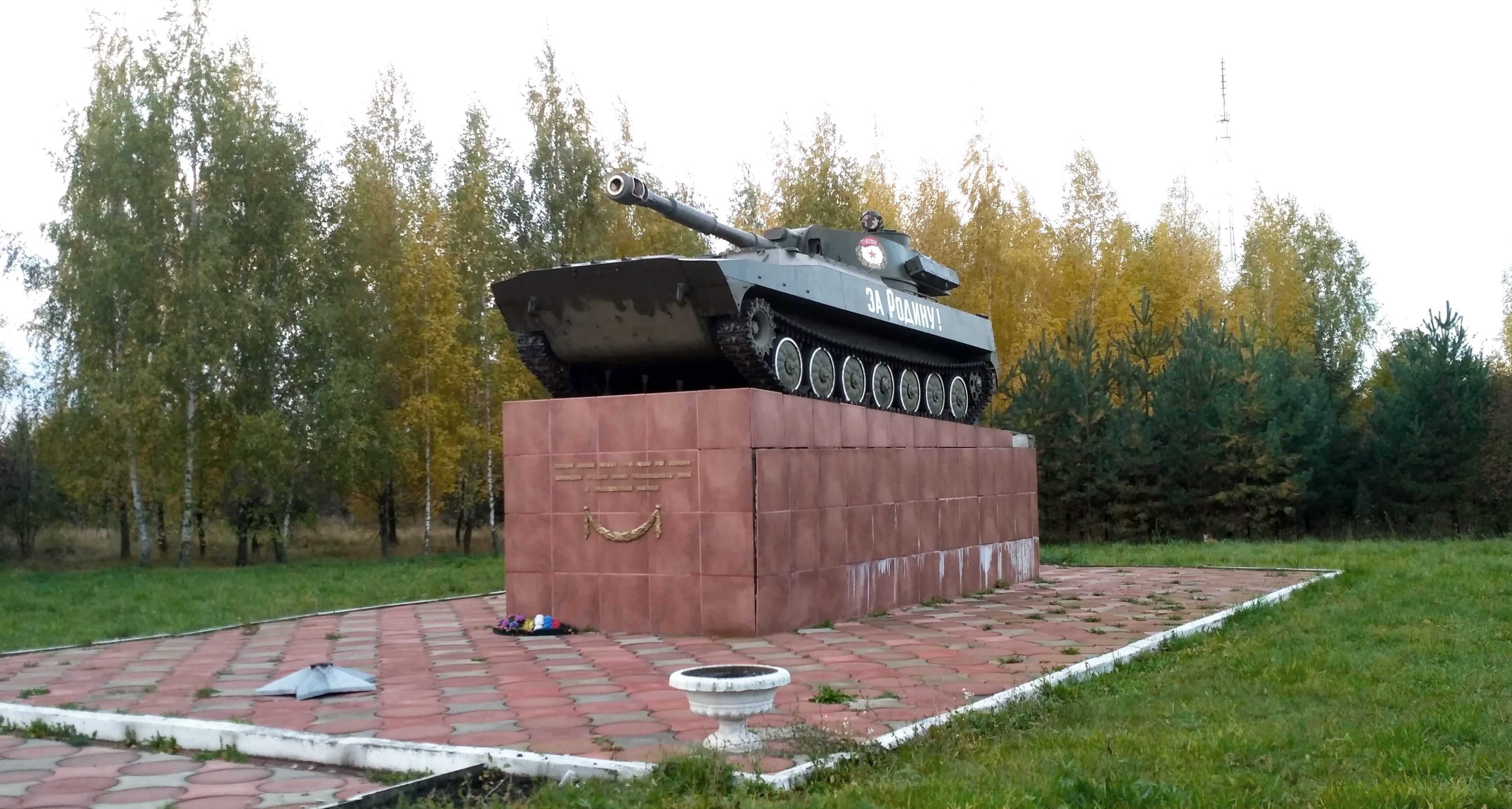
Вечный огонь в парке "XXI век"
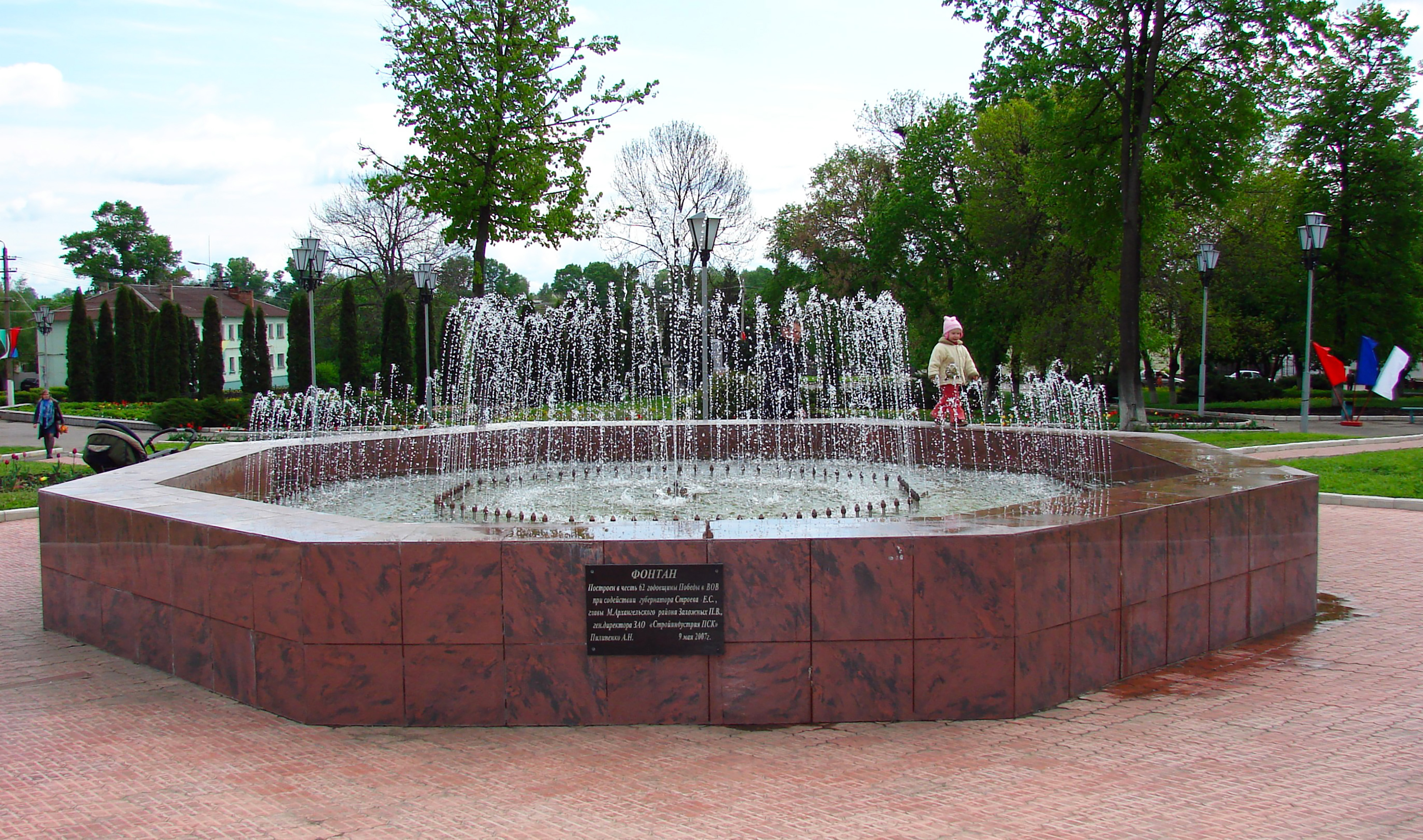
Фонтан в парке Победы
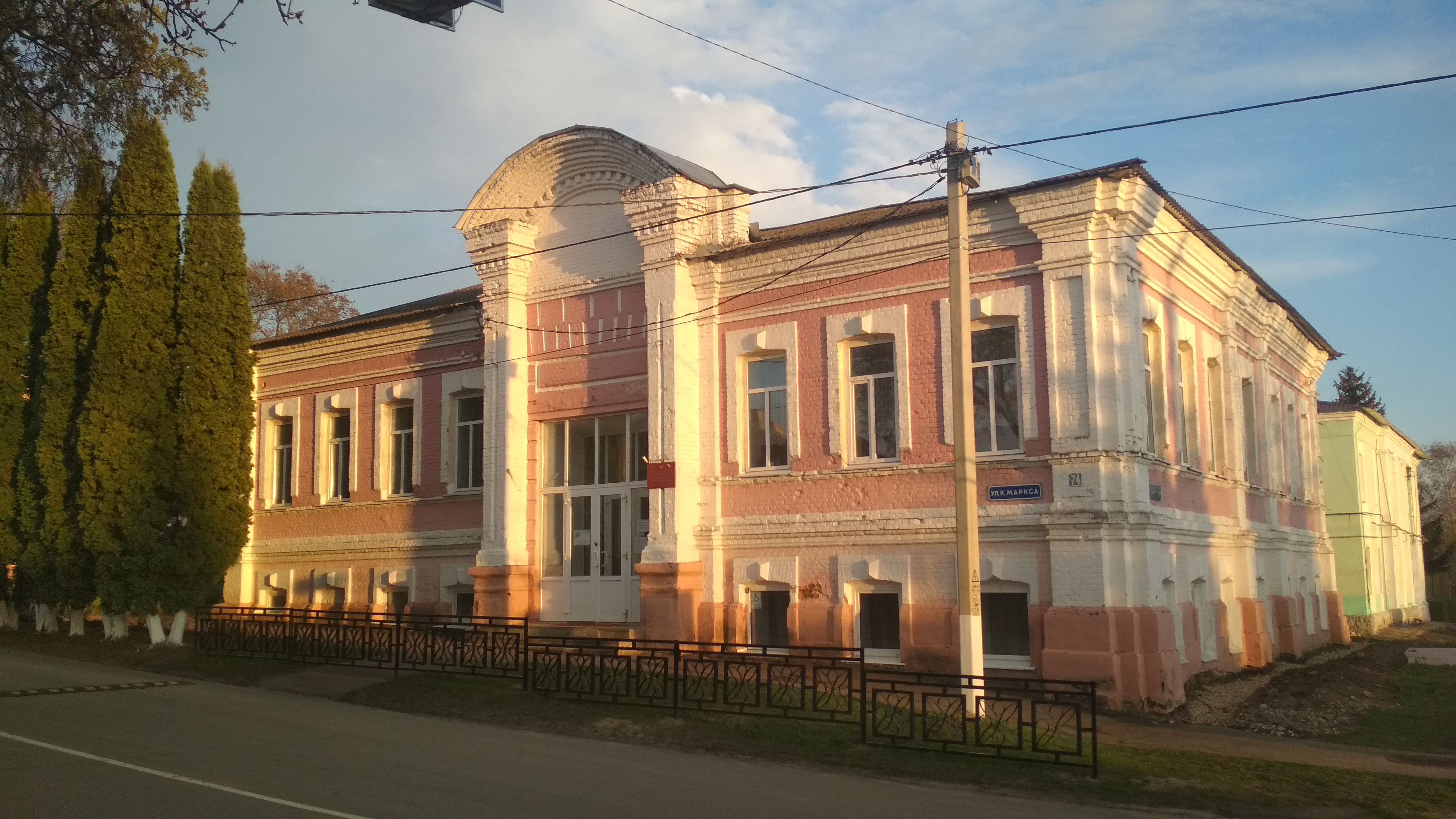
Дом детского творчества (бывшее городское училище)

## Книги о городе
- Василий АГОШКОВ. МАЛОАРХАНГЕЛЬСКИЕ ИСТОКИ. Историко-литературное краеведческое издание. Хрестоматия для студентов вузов. 440с. Орёл-Малоархангельск, 1999
- Книга 1. Малый Архангельский город. Страницы 3-278
- Книга 2. Малоархангельское приволье. Страницы 279—440
- МАЛОАРХАНГЕЛЬСКИЙ КАРАВАЙ. Редакторы -составители Пётр ЗАЛОЖНЫХ и Василий АГОШКОВ. Сборник произведений малоархангельских поэтов и прозаиков… 80с. Орёл-Малоархангельск, 1999 г.
- Василий АГОШКОВ. Почему так названы районные центры Орловщины. Среди них — г. Малоархангельск. 64с, Орёл, 1999 г.
- Виктор Кузьмич ВНУКОВ. «НЕ СОЙДУ С ОТЦОВСКИХ РУБЕЖЕЙ!» Книга стихов и воспоминаний о поэте. К 80-летию поэта. 128 стр.
- Николай ТЕТЕРЕВ. МАЛОАРХАНГЕЛЬСКОЕ ПОДПОЛЬЕ. 196 страниц. Автор идеи — В. И. Агошков. СПОНСОРЫ: Семья и О. В. Пантелеев. Город Новомосковск Тульской области. Н.ТЕТЕРЕВ также является автором книг: «На грани смерти» и «В городе моей юности».